# Киржева
Киржева, Кераж, Керож — река в России, протекает по территории Лоухского района Карелии. Впадает в озеро Вингели на высоте 88,8 м над уровнем моря. Длина реки — 18 км.
Киржева берёт начало из озера Белого на высоте 115,9 м над уровнем моря.

## Данные водного реестра
По данным государственного водного реестра России относится к Баренцево-Беломорскому бассейновому округу, водохозяйственный участок реки — реки бассейна Белого моря от западной границы бассейна реки Нива до северной границы бассейна реки Кемь, без реки Ковда. Речной бассейн реки — бассейны рек Кольского полуострова и Карелии, впадает в Белое море.